# ポート・クラン駅
ポート・クラン駅（-えき、マレー語:Stesen Pelabuhan Klang）はマレーシアセランゴール州ポート・クラン線にある、マレー鉄道の駅である。

## 概要
KTMコミューターのポート・クラン線の南端側の終着駅である。当駅から、インダ島 にあるウエスト・ポートまでプラウ・インダ支線（貨物線）が伸びている。

## 歴史
- 1995年9月29日 - KTMコミューター シャー・アラム - ポート・クラン間運行開始。

## 駅構造
頭端式ホーム1面2線をもつ地上駅である。駅舎はホームの東南側先端にある。北側には、ポート・クラン車庫 (Port Klang Depot) とポート・クラン電車庫 (Port Klang EMU Depot) がある。
| 1・2 | 2 ポート・クラン線（上り） | スバン・ジャヤ・KLセントラル・タンジュン・マリム方面 |

## 駅周辺
- フェリーターミナル（Jeti Pulau Ketam）
- ポート・クラン警察署
- ポート・クラン郵便局
- ソニーセンター（英語版） ポート・クラン

## 隣の駅
マレー鉄道
2 ポート・クラン線
ジャラン・カスタム駅 (KD18) - ポート・クラン駅 (KD19)
プラウ・インダ支線（旅客営業無し）
ポート・クラン駅 - プラウ・インダ駅